# 比略鲁埃沃
比略鲁埃沃，是西班牙卡斯蒂利亚-莱昂布尔戈斯省的一个市镇。总面积26平方公里，总人口53人（2001年），人口密度2人/平方公里。